# Waianiwaniwa River
Der Waianiwaniwa River ist ein Fluss in der Region Canterbury auf der Südinsel von Neuseeland.

## Geographie
Der Waianiwaniwa River entspringt an der südwestlichen Seite der Wyndale Hills. Der Fluss änder auf seinem ersten Drittel seines Flussverlaufes mehrfach die Richtung, und dies von östlicher bis südsüdwestlicher Richtung. Auf seinen letzten zwei Dritte nimmt der Waianiwaniwa River dann eine bevorzugte Richtung zwischen Südsüdost und Südost an und fließt ab der Gemeinde Coalgate in einem Abstand von rund 2,5 km nordöstlich parallel zum Selwyn River/Waikirikiri. Nach insgesamt ca. 40 km Flussverlauf mündet der Waianiwaniwa River rund 11,5 km südsüdwestlich von Darfield in den Selwyn River/Waikirikiri.

## Geschichte
Im Jahr 2002 plante der Central Plains Water Trust den Fluss für ein Bewässerungsprojekt aufstauen. Der Plan wurde jedoch von Umweltgruppen und der örtlichen Malvern Hills Protection Society abgelehnt.

## Flora und Fauna
Im Oberlauf des Flusses leben Bestände des seltenen, zu den Galaxien zählenden Canterbury Mudfish (Neochanna burrowsius).